# 崇岡白
崇岡 白（たかおか はく、1990年9月23日 - ）は、日本の元俳優。福岡県出身。身長は170cm、血液型はA型。現在は本名にてテレビ番組のディレクターを務める。

## 人物
- 特技はアクション、殺陣、テニス、野球。
- 趣味は野球観戦、ラーメン屋巡り、麻雀。
- 好物はモツ鍋、ホルモン焼き、豚骨ラーメン。
- 苦手な食べ物は甘いもの。
- 千葉ロッテマリーンズのファンである。
- 好きな音楽はBOØWY、MONGOL800、ELLEGARDEN、AC/DC。
- 転職後はテレビ番組のディレクター
- インスタグラムは継続中

## 出演

### 映画
- 喧嘩上等天下高校（2009年公開） - 龍崎拳役
- ストイックガール 完全版（2009年10月公開） - 丸井総一郎役
- B-ON（2010年2月公開） - 陳剛役
- B-ON 美女木兄弟戦争篇（2010年4月公開） - 陳剛役
- 学忍（2010年9月公開） - 徳波戸刃鮫役
- B-ON 不良全滅篇（2010年11月公開） - 陳剛役
- ブラックスクール 裏黒（2011年7月公開） - 手塚薫役
- ブラックスクール 黒白（2011年7月公開） - 手塚薫役
- ブラックスクール 白光（2011年9月公開） - 手塚薫役
- デスヤンキー 高校生篇（2011年11月公開） - 佐竹一役
- デスヤンキー 死闘篇（2011年11月公開） - 佐竹一役
- TO-BE（2011年12月公開） - 鳥飼洋役
- B-ON 蘭城高校危機一髪篇（2012年2月公開） - 陳剛役
- G-ON（2012年3月公開） - 陳剛役
- ワーストギア（2012年4月公開） - 前園拓役(主演)
- 少年ギャング（2012年6月公開） - 鉛陣原海渡役
- ワルガール（2012年6月公開） - 博士勉役
- B-ON 死闘篇（2012年7月公開） - 陳剛役
- B-ON 決闘篇（2012年7月公開） - 陳剛役
- ダブルX（2012年8月公開） - クリス役
- B-ON.R 奴が帰ってきた篇（2012年11月公開）
- ヤンキーロード（2013年2月公開）
- ローリングQ（2013年2月公開）
- ごくやん〜極道ヤンキーティーチャー（2013年3月30日公開）
- BEN BEN（2013年6月15日公開）
- BEN BEN ZERO~爆裂ヤンキー伝（2013年6月15日公開）
- デッド・ヤンキー・デッド（2013年8月24日公開）
- WELLDONE〜極道兄弟（2013年8月24日公開）
- BOMBER~ヤンキーポリス（2013年10月12日公開）
- 喧嘩請負人（2013年12月14日公開）
- DEMOLITION（2013年12月14日公開）
- ギャン×key（2014年3月1日公開）
- クローZ（2014年4月12日公開）主演
- ごくやん〜突破口篇〜（2014年6月8日公開）
- 少女ギャング（2014年10月5日公開）
- 荒くれKING（2014年11月30日公開）
- THE NEXT GENERATION -パトレイバー-第2章（2014年5月31日公開）スタント

### テレビ
- 明日の光をつかめ2（2011年7月、東海テレビ）第5,6,9,14話
- 悪夢ちゃんSP（2014年5月2日、日本テレビ）

### CM
- ハンゲーム「FIGHTERS CLUB」（2012年）アクション

### PV
- T.M.Revolution×水樹奈々「Preserved Roses」（2013年）アクションスタント